# Schweregrundnetz
Als Schweregrundnetz wird ein regionales oder nationales Netz von Festpunkten bezeichnet, auf denen die Stärke des Erdschwerefeldes mit hoher Genauigkeit bestimmt wurde.
Zu den Messwerten gehören in jedem Fall
- die lokale Schwerebeschleunigung, die in Mitteleuropa zwischen etwa 980 und 981 Gal (cm/s²) variiert und auf hundertstel bis tausendstel Milligal (also auf mindestens 10−8 ihres Wertes) bestimmt wird,
- die Meereshöhe (auf mindestens mm-Genauigkeit) und
- meist auch der vertikale Schweregradient.
- Eine Reduktion der Schwerewerte erfolgt nur wegen der Erdgezeiten (bis zu 0,3 mGal) und allfälliger instrumenteller Fehler des Gravimeters (Nullpunktfehler und Drift).

Die Messpunkte des Schweregrundnetzes sind in Industrieländern etwa 30–50 km voneinander entfernt; oft liegen sie auch in engeren Abständen entlang der Linien des staatlichen Präzisionsnivellements. Ihre Vermarkung muss äußerst stabil sein, d. h. entweder auf gewachsenem Fels oder im Keller sehr stabiler bzw. sehr alter Gebäude (z. B. historischer Klöster). Denn schon geringe Höhenänderungen (etwa durch Setzungen des Bauwerks) würden bereits kleine systematische Fehler im System zur Folge haben. Um lokale geologische Effekte auszuschließen, werden die Schwere- und Höhenfestpunkte durch zusätzliche Messmarken bzw. Stabilisierungen im nahen Umkreis „versichert“.
Das Netz dieser Schwerpunkte gehört zur Grundlagenvermessung eines Landes und dient als Referenzsystem für alle Messkampagnen, mit denen später die Detailpunkte der gravimetrischen Landesaufnahme (regionale Gravimetrie) oder der Geoidbestimmung gewonnen werden.
Die Detailmessungen erfolgen meist in mehrstündigen Schleifen, die vor- und nachher an einen oder zwei Punkte des Schweregrundnetzes anschließen. Durch Vergleich von Mess- und Bezugsdaten kann daher die aktuelle instrumentelle Gleichung des Feldgravimeters und seine momentane Genauigkeit bestimmt werden – also eine Art lokaler Eichung. Da die Feldmessung am selben Punkt wie im Schweregrundnetz erfolgt, unterbleibt in diesem jede Gelände- oder topografische Reduktion.